# میمون تیتی
تیتی (نام علمی: Callicebinae) نام یک زیرخانواده از تیره لخت‌صورتان است.